# Blaublech
Blaublech oder Blauglanzblech ist ein kaltgewalztes Feinblech mit fest haftender Eisenoxidschicht. Hinsichtlich der Form sind Tafeln oder Rollen möglich. Die Schicht wird durch Glühen bei 800 bis 900 °C unter Sauerstoffatmosphäre gebildet. Die Oxidschicht bewirkt durch ihr dunkelblaues Aussehen einen besonderen optischen Effekt, stellt einen Korrosionsschutz dar und dient auch als Untergrund für Lackierungen.
Zu den Anwendungsgebieten zählen die Auskleidung von Heizaggregaten, Maschinenverkleidungen, Ofenrohre und Backofenauskleidungen, Backformen und -bleche, aber auch ganze Gebäudeverkleidungen.